# India ai Giochi della XXIX Olimpiade
L'India ha partecipato ai Giochi della XXIX Olimpiade di Pechino, svoltisi dall'8 al 24 agosto 2008, con una delegazione di 53 atleti.

## Medaglie
| Medaglia | Atleta         | Sport    | Evento                           |
| -------- | -------------- | -------- | -------------------------------- |
| Oro      | Abhinav Bindra | Tiro     | Carabina 10 metri aria compressa |
| Bronzo   | Sushil Singh   | Lotta    | Lotta libera 66 kg maschile      |
| Bronzo   | Vijender Singh | Pugilato | Pesi medi                        |

## Atletica leggera
| Gara              | Atleta                                                         | Batterie | Batterie | Semifinali | Semifinali | Finale   | Finale |
| Gara              | Atleta                                                         | Tempo    | Pos.     | Tempo      | Pos.       | Tempo    | Pos.   |
| ----------------- | -------------------------------------------------------------- | -------- | -------- | ---------- | ---------- | -------- | ------ |
| 400 m             | Mandeep Kaur                                                   | 52"88    | 6        |            |            |          |        |
| 10000 m           | Preeja Sreedharan                                              |          |          |            |            | 32'34"64 | 25     |
| Staffetta 4x400 m | Chitra Soman Raja Pooyamma Manjeet Kaur Sini Jose Sathi Geetha |          |          | 3'28"83    | 7          |          |        |

| Gara             | Atleta         | Qualificazioni | Qualificazioni | Finale | Finale |
| Gara             | Atleta         | Misura         | Pos.           | Misura | Pos.   |
| ---------------- | -------------- | -------------- | -------------- | ------ | ------ |
| Salto in lungo   | Anju George    | nessuna misura | -              |        |        |
| Lancio del disco | Harwant Kaur   | 56,42 m        | 17             |        |        |
| Lancio del disco | Krishna Poonia | 58,23 m        | 10             |        |        |

| Prova                | J. J. Shobha | J. J. Shobha | J. J. Shobha | Sushmitha Singha Roy | Sushmitha Singha Roy | Sushmitha Singha Roy | Pramila Ganapathy | Pramila Ganapathy | Pramila Ganapathy |
| Prova                | Risultato    | Punti        | Pos.         | Risultato            | Punti                | Pos.                 | Risultato         | Punti             | Pos.              |
| -------------------- | ------------ | ------------ | ------------ | -------------------- | -------------------- | -------------------- | ----------------- | ----------------- | ----------------- |
| 100 metri ostacoli   | 13"62        | 1033         | 14           | 14"11                | 963                  | 34                   | 13"97             | 983               | 29                |
| Salto in alto        | 1,65 m       | 795          | 36           | 1,71 m               | 867                  | 28                   | 1,74 m            | 903               | 24                |
| Getto del peso       | 13,07 m      | 732          | 23           | 11,27 m              | 613                  | 38                   | 11,66 m           | 639               | 36                |
| 200 metri            | 24"62        | 922          | 18           | 24"34                | 948                  | 9                    | 24"92             | 894               | 24                |
| Salto in lungo       | 5,86 m       | 807          | 30           | 5,98 m               | 948                  | 24                   | 6,11 m            | 883               | 16                |
| Tiro del giavellotto | 43,50 m      | 735          | 16           | 39,79 m              | 663                  | 27                   | 41,27 m           | 692               | 25                |
| 800 metri            | 2'27"50      | 725          | 34           | 2'21"14              | 808                  | 28                   | 2'23"46           | 777               | 32                |
| Totale               |              | 5749         | 29           |                      | 5705                 | 32                   |                   | 5771              | 27                |

| Gara    | Atleta         | Tempo    | Posizione |
| ------- | -------------- | -------- | --------- |
| 10000 m | Surendra Singh | 28'13"97 | 26        |

| Gara             | Atleta            | Qualificazioni | Qualificazioni | Finale | Finale |
| Gara             | Atleta            | Misura         | Pos.           | Misura | Pos.   |
| ---------------- | ----------------- | -------------- | -------------- | ------ | ------ |
| Salto triplo     | Renjith Maheswary | 15,77 m        | 35             |        |        |
| Lancio del disco | Vikas Gowda       | 60,69 m        | 22             |        |        |

## Badminton
| Gara              | Atleta       | Turno 1                                     | Sedicesimi                          | Ottavi                                    | Quarti                                                 | Semifinali | Finale |
| ----------------- | ------------ | ------------------------------------------- | ----------------------------------- | ----------------------------------------- | ------------------------------------------------------ | ---------- | ------ |
| Singolo maschile  | Anup Sridhar | Marco Vasconcelos (Portogallo) 21-16, 21-14 | Shōji Satō (Giappone) 13-21, 17-21  |                                           |                                                        |            |        |
| Singolo femminile | Saina Nehwal | Ella Diehl (Russia) 21-9, 21-8              | Larisa Griga (Ucraina) 21-18, 21-10 | Wang Chen (Hong Kong) 21-19, 11-21, 21-11 | Maria Kristin Yulianti (Indonesia) 18-26, 14-21, 15-21 |            |        |

## Canottaggio
| Gara                     | Atleta                       | Batterie | Batterie | Quarti/ Ripescaggi | Quarti/ Ripescaggi | Semifinali | Semifinali         | Finale  | Finale       |
| Gara                     | Atleta                       | Tempo    | Pos.     | Tempo              | Pos.               | Tempo      | Pos.               | Tempo   | Pos.         |
| ------------------------ | ---------------------------- | -------- | -------- | ------------------ | ------------------ | ---------- | ------------------ | ------- | ------------ |
| Singolo                  | Bajranglal Takhar            | 7'39"31  | 3        | 7'19"01            | 5                  | 7'23"00    | 4 (semifinale C/D) | 7'09"73 | 3 (finale D) |
| 2 di coppia pesi leggeri | Devender Singh Manjeet Singh | 6'37"13  | 5        | 7'02"06            | 5                  | 6'40"34    | 3 (semifinale C/D) | 6'44"48 | 6 (finale C) |

## Judo
| Gara  | Atleta              | Tabellone principale               | Tabellone principale               | Tabellone principale | Tabellone principale | Tabellone principale | Ripescaggi                             | Ripescaggi | Ripescaggi | Ripescaggi |
| Gara  | Atleta              | Sedicesimi                         | Ottavi                             | Quarti               | Semifinali           | Finale               | 1º turno                               | Quarti     | Semifinali | Finale     |
| ----- | ------------------- | ---------------------------------- | ---------------------------------- | -------------------- | -------------------- | -------------------- | -------------------------------------- | ---------- | ---------- | ---------- |
| 48 kg | Khumujam Tombi Devi | Ana Hormigo (Portogallo) 0000-1011 |                                    |                      |                      |                      |                                        |            |            |            |
| 78 kg | Divya Tewar         | bye                                | Yalennis Castillo (Cuba) 0000-1000 |                      |                      |                      | Sagat Abikeyeva (Kazakistan) 0000-1010 |            |            |            |

## Lotta
| Gara   | Atleta         | Tabellone principale          | Tabellone principale                  | Tabellone principale          | Tabellone principale | Tabellone principale | Ripescaggi | Ripescaggi                    | Ripescaggi                       |                                    |
| Gara   | Atleta         | Sedicesimi                    | Ottavi                                | Quarti                        | Semifinali           | Finale               | Quarti     | Semifinali                    | Finale                           |                                    |
| ------ | -------------- | ----------------------------- | ------------------------------------- | ----------------------------- | -------------------- | -------------------- | ---------- | ----------------------------- | -------------------------------- | ---------------------------------- |
| 60 kg  | Yogeshwar Dutt | bye                           | Baurzhan Orazgaliyev (Kazakistan) 8-2 | Kenichi Yumoto (Giappone) 3-6 |                      |                      |            |                               |                                  |                                    |
| 66 kg  | Sushil Singh   | bye                           | Andrij Stadnik (Ucraina) 1-8          |                               |                      |                      |            | Doug Schwab (Stati Uniti) 3-1 | Albert Batyrov (Bielorussia) 3-1 | Leonid Spiridonov (Kazakistan) 3-1 |
| 120 kg | Rajiv Tomar    | Steve Mocco (Stati Uniti) 0-4 |                                       |                               |                      |                      |            |                               |                                  |                                    |

## Nuoto
| Gara               | Atleta          | Batterie | Batterie | Semifinali | Semifinali | Finale | Finale |
| Gara               | Atleta          | Tempo    | Pos.     | Tempo      | Pos.       | Tempo  | Pos.   |
| ------------------ | --------------- | -------- | -------- | ---------- | ---------- | ------ | ------ |
| 50 m stile libero  | Virdhawal Khade | 22"73    | 40       |            |            |        |        |
| 100 m stile libero | Virdhawal Khade | 50"07    | 42       |            |            |        |        |
| 200 m stile libero | Virdhawal Khade | 1'51"86  | 48       |            |            |        |        |
| 100 m rana         | Sandeep Sejwal  | 1'02"19  | 38       |            |            |        |        |
| 200 m rana         | Sandeep Sejwal  | 2'15"24  | 36       |            |            |        |        |
| 100 m farfalla     | Ankur Poseria   | 54"74    | 57       |            |            |        |        |
| 200 m farfalla     | Rehan Poncha    | 2'01"89  | 40       |            |            |        |        |

## Pugilato
| Gara              | Atleta               | Sedicesimi                                  | Ottavi                                  | Quarti                          | Semifinali               | Finale |
| ----------------- | -------------------- | ------------------------------------------- | --------------------------------------- | ------------------------------- | ------------------------ | ------ |
| Pesi mosca        | Jitender Singh       | Furkan Ulas Memis (Turchia) ritiro          | Tulashboy Doniyorov (Uzbekistan) 13-6   | Georgy Balakshin (Russia) 11-15 |                          |        |
| Pesi gallo        | Akhil Kumar          | Ali Hallab (Francia) 12-5                   | Sergey Vodopyanov (Russia) +9-9         | Veaceslav Gojan (Moldavia) 3-10 |                          |        |
| Pesi piuma        | Anthresh Lalit Lakra | Bahodirjon Sultonov (Uzbekistan) 5-9        |                                         |                                 |                          |        |
| Pesi medi         | Vijender Singh       | Badou Jack (Gambia) 13-2                    | Angkhan Chomphuphuang (Thailandia) 13-3 | Carlos Góngora (Ecuador) 9-4    | Emilio Correa (Cuba) 5-8 |        |
| Pesi mediomassimi | Dinesh Kumar         | Abdelhafid Benchabla (Algeria) 3-23 (RSCOS) |                                         |                                 |                          |        |

## Tennis
| Gara                | Atleta                       | Trentaduesimi                                | Sedicesimi                                       | Ottavi                                             | Quarti                                          | Semifinali | Finale |
| ------------------- | ---------------------------- | -------------------------------------------- | ------------------------------------------------ | -------------------------------------------------- | ----------------------------------------------- | ---------- | ------ |
| Doppio maschile     | Mahesh Bhupathi Leander Paes |                                              | Gaël Monfils Gilles Simon (Francia) 6-3, 6-3     | André Sá Marcelo Melo (Brasile) 6-4, 6-2           | Roger Federer Stan Wawrinka (Svizzera) 2-6, 4-6 |            |        |
| Singolare femminile | Sania Mirza                  | Iveta Benešová (Rep. Ceca) 1-6, 1-2 ritirata |                                                  |                                                    |                                                 |            |        |
| Doppio femminile    | Sania Mirza Sunitha Rao      |                                              | Tatiana Golovin Pauline Parmentier (Francia) w/o | Svetlana Kuznecova Dinara Safina (Russia) 4-6, 4-6 |                                                 |            |        |

## Tennis tavolo
| Gara              | Atleta                | Preliminari                                                    | Turno 1                                                             | Turno 2                                                     | Turno 3 | Turno 4 | Quarti | Semifinali | Finale |
| ----------------- | --------------------- | -------------------------------------------------------------- | ------------------------------------------------------------------- | ----------------------------------------------------------- | ------- | ------- | ------ | ---------- | ------ |
| Singolo maschile  | Achanta Sharath Kamal | bye                                                            | Carneros Alfredo (Spagna) 4-2 (6-11, 12-10, 11-8, 9-11, 11-6, 11-7) | Chen Weixing (Austria) 1-4 (5-11, 12-14, 2-11, 11-8, 10-12) |         |         |        |            |        |
| Singolo femminile | Neha Aggarwal         | Lay Jian Fang (Australia) 1-4 (12-10, 8-11, 11-13, 8-11, 4-11) |                                                                     |                                                             |         |         |        |            |        |

## Tiro
| Gara                         | Atleta                     | Qualificazioni | Qualificazioni | Finale    | Finale       | Finale |
| Gara                         | Atleta                     | Punteggio      | Pos.           | Punteggio | Punt. totale | Pos.   |
| ---------------------------- | -------------------------- | -------------- | -------------- | --------- | ------------ | ------ |
| Carabina 10 m aria compressa | Abhinav Bindra             | 596            | 4              | 104,5     | 700,5        |        |
| Carabina 10 m aria compressa | Gagan Narang               | 595            | 9              |           |              |        |
| Carabina 50 m a terra        | Gagan Narang               | 589            | 35             |           |              |        |
| Carabina 50 m a terra        | Sanjeev Rajput             | 591            | 26             |           |              |        |
| Carabina 50 m tre posizioni  | Gagan Narang               | 1167           | 13             |           |              |        |
| Carabina 50 m tre posizioni  | Sanjeev Rajput             | 1162           | 26             |           |              |        |
| Pistola 10 m aria compressa  | Samaresh Jung              | 570            | 42             |           |              |        |
| Pistola 50 m                 | Samaresh Jung              | 540            | 42             |           |              |        |
| Trap                         | Mansher Singh              | 117            | 8              |           |              |        |
| Trap                         | Manavjit Singh Sandhu      | 116            | 12             |           |              |        |
| Double trap                  | Rajyavardhan Singh Rathore | 131            | 15             |           |              |        |

| Gara                         | Atleta            | Qualificazioni | Qualificazioni | Finale    | Finale       | Finale |
| Gara                         | Atleta            | Punteggio      | Pos.           | Punteggio | Punt. totale | Pos.   |
| ---------------------------- | ----------------- | -------------- | -------------- | --------- | ------------ | ------ |
| Carabina 10 m aria compressa | Anjali Bhagwat    | 393            | 29             |           |              |        |
| Carabina 10 m aria compressa | Avneet Kaur Sidhu | 389            | 39             |           |              |        |
| Carabina 50 m tre posizioni  | Anjali Bhagwat    | 571            | 32             |           |              |        |
| Carabina 50 m tre posizioni  | Avneet Kaur Sidhu | 552            | 42             |           |              |        |

## Tiro con l'arco
| Gara                  | Atleta                                     | Turno di qualificazione | Turno di qualificazione | Turno 1                                      | Turno 2                             | Ottavi | Quarti       | Semifinali | Finale |
| Gara                  | Atleta                                     | Punteggio               | Pos.                    | Turno 1                                      | Turno 2                             | Ottavi | Quarti       | Semifinali | Finale |
| --------------------- | ------------------------------------------ | ----------------------- | ----------------------- | -------------------------------------------- | ----------------------------------- | ------ | ------------ | ---------- | ------ |
| Individuale maschile  | Mangal Singh Champia                       | 678                     | 2                       | Vaezi Hojjatolah (Iran) 112-98               | Bair Badënov (Russia) 108-109       |        |              |            |        |
| Individuale femminile | Dola Banerjee                              | 633                     | 31                      | Marie-Pier Beaudet (Canada) 108(+8)-108(+10) |                                     |        |              |            |        |
| Individuale femminile | Bombayala Devi                             | 637                     | 22                      | Iwona Marcinkiewicz (Polonia) 101-103        |                                     |        |              |            |        |
| Individuale femminile | Pranitha Devi                              | 627                     | 37                      | Jane Waller (Australia) 106-100              | Kwon Un Sil (Corea del Nord) 99-106 |        |              |            |        |
| Squadre femminile     | Dola Banerjee Bombayala Devi Pranitha Devi | 1897                    | 6                       |                                              |                                     | bye    | Cina 206-211 |            |        |

## Vela
| Gara | Atleta                | Regata | Regata | Regata | Regata | Regata | Regata | Regata | Regata | Regata | Regata | Regata | Punteggio | Pos. |
| Gara | Atleta                | 1      | 2      | 3      | 4      | 5      | 6      | 7      | 8      | 9      | 10     | M      | Punteggio | Pos. |
| ---- | --------------------- | ------ | ------ | ------ | ------ | ------ | ------ | ------ | ------ | ------ | ------ | ------ | --------- | ---- |
| Finn | Nachhatar Singh Johal | 4      | 24     | 23     | 24     | 11     | 24     | 18     | 24     |        |        |        | 128       | 23   |